# Mico leucippe
Lo uistitì bianco o uistitì a orecchie nude (Mico leucippe Thomas, 1922) è un primate platirrino della famiglia dei Cebidi.
Veniva un tempo considerato una popolazione mutante  di Mico argentatus, del quale venne poi classificato come sottospecie (M. argentatus leucippe).
Vive nella foresta amazzonica brasiliana, nella zona ad est del rio Tapajós, compresa fra i fiumi Cupari e Jamanxim nello stato di Pará.
Misura fino a 55 cm, di cui più della metà spettano alla lunga coda, per un peso che sfiora i 450 g.

Il corpo è completamente biancastro, coda compresa. La faccia e le orecchie sono nudi e rosati (da qui il nome comune della specie).
Ha abitudini diurne ed arboricole: vive in gruppetti familiari che contano una decina d'individui e sono guidati da una femmina dominante, che è anche l'unica a potersi riprodurre: gli altri membri del gruppo sono solitamente imparentati con la femmina (figli di vari parti, partner).

Ogni gruppo è solito delimitare un proprio territorio tramite secrezioni di una ghiandola soprapubica che viene sfregata contro dei rami nelle zone di confine con territori di altri gruppi, che spesso si sovrappongono anche in gran parte fra loro: tuttavia, non è chiaro se queste secrezioni abbiano realmente carattere di demarcazione territoriale, poiché esse vengono molto spesso del tutto ignorate da membri di altri gruppi. In ogni caso, la specie non è assai territoriale e scontri violenti sono rari, anzi spesso si possono osservare vari gruppi intenti a nutrirsi sullo stesso ramo.
La dieta consiste principalmente di frutta e insetti: è meno dipendente da linfa e gommoresina rispetto ad altre specie di uistitì e tende a fare uso di questi cibi solo durante i periodi di magra.